# Autobahn Harbin–Tongjiang
Die Autobahn Harbin–Tongjiang oder Hatong-Autobahn (chinesisch 哈同高速公路, Pinyin Hātóng gāosù gōnglù, englisch Hatong Expressway), chin. Abk. G1011, ist eine regionale Autobahn in der Provinz Heilongjiang im Nordosten Chinas. Die 570 km lange Autobahn führt vom Autobahnring G1001 der Provinzhauptstadt Harbin aus in östlicher Richtung über Fangzheng, Yilan, Tangyuan, Jiamusi und Jixian bis nach Tongjiang an der russischen Grenze. Das Teilstück zwischen Jixian und Tongjiang ist noch nicht fertiggestellt.